# Старий Томас

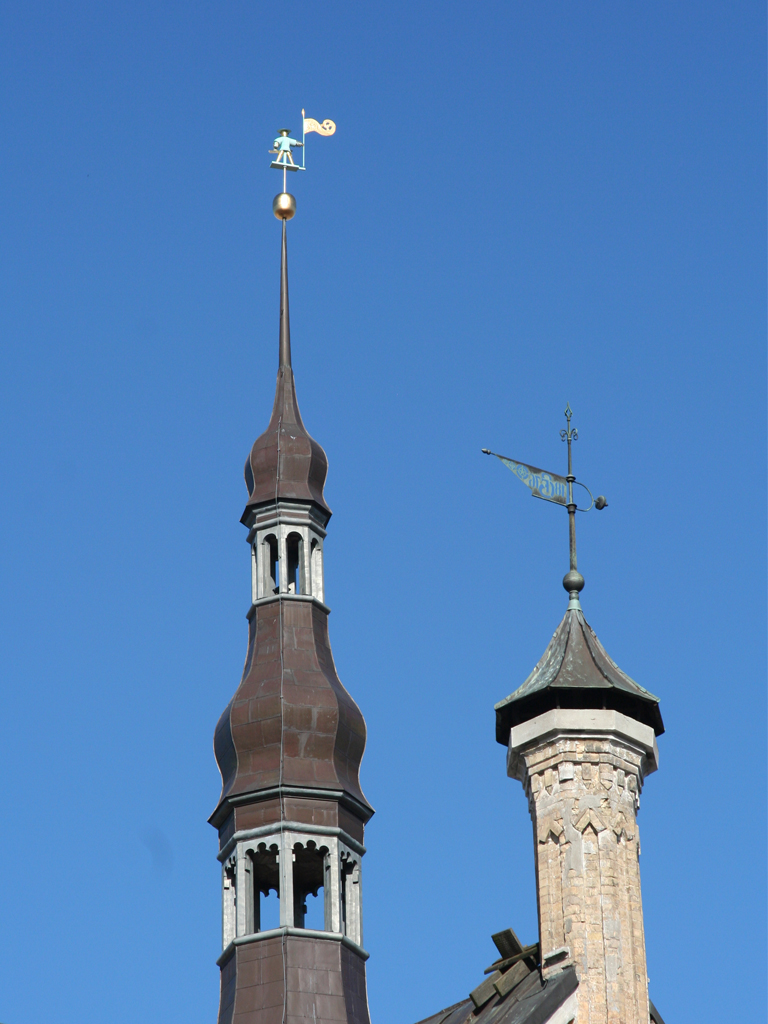
Шпиль міської ратуші Таллінна

Старий Томас або Старий Тоомас (ест. Vana Toomas) — один із символів і стражник міста Таллінн, столиці Естонії. Флюгер у вигляді постаті старого воїна, звана Старим Томасом була поставлена на вершину шпиля талліннській міської ратуші у 1530 році.

## Легенда
Згідно з легендою, кожну весну в середньовічному Таллінні, на площі біля Великих Морських воріт, влаштовувалися змагання найкращих лучників міста. Найвлучнішому стрільцю, якому вдавалося вразити мішень — дерев'яну фігурку папуги, встановлену на верхівці високої жердини, вручався великий срібний кубок. Й одного разу, коли високоповажні лицарі тільки-тільки вишикувалися в ряд і натягнули свої луки, папуга раптом несподівано звалився, пронизаний чиєюсь стрілою.
Невідомим стрільцем виявився звичайний талліннський юнак — бідняк на ім'я Тоомас. Пустуна насварили як слід і змусили поставити мішень на колишнє місце. Однак новина вже встигла облетіти весь Таллінн, і мати Тоомаса приготувалася до найгіршого… На щастя, справа набула інших обертів — юнака не покарали, а запропонували йому стати міським стражником, що на ті часи було величезною честю для бідняка.
Згодом Тоомас не раз виявляв героїзм у боях Лівонської війни й повністю виправдав довіру. А до старості відпустив собі розкішні вуса та став дивно схожий на бравого вояка, що височіє на вежі Ратуші. З тієї пори флюгер на Ратуші називають «Старий Тоомас»..

## Історія
У 1944 році в Старого Томаса влучили під час бомбового нальоту. Спалений шпиль було реконструйовано, а нова копія Старого Томаса встановлена в 1952 році. У 1996 шпиль був оновлений і для охорони Таллінна було встановлено третю фігуру Старого Томаса. Оригінальний флюгер зберігається в Міській Ратуші. Друга фігура, встановлена в 1952 році, виставлена в талліннському міському музеї.